# Mímir

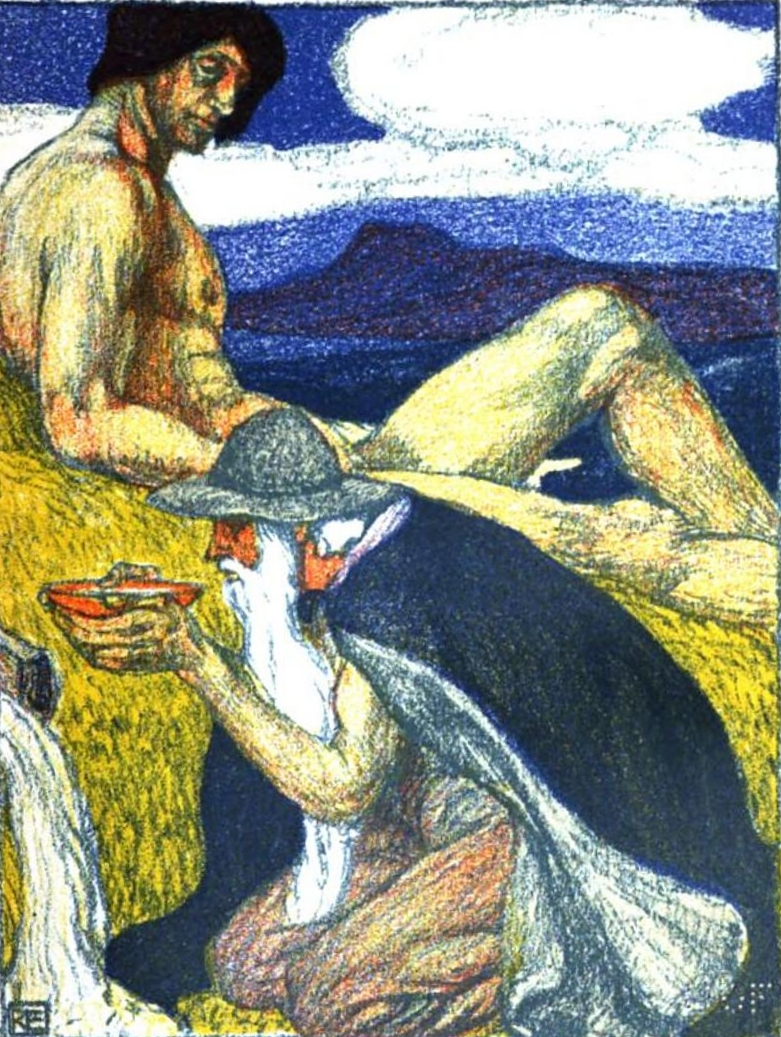
Odin bij de Mímisbrunnr

Mímir of Mímr ("Mijmeraar" in het Oudnoords) is in de Noordse mythologie de naam van een reus of jotun, de bewaarder van de bron van wijsheid in Jotunheim. Hoewel hij zelf geen godheid is en als gast in Vanaheim verblijft, wordt hij soms toch tot de Asen gerekend, met wie hij nauw verbonden is.  Van Odin eiste hij in ruil voor het drinken van de bron van wijsheid als offer een oog, van Heimdal een oor. Op die manier verwierf Mímir 'helder zien' en 'helder horen'.

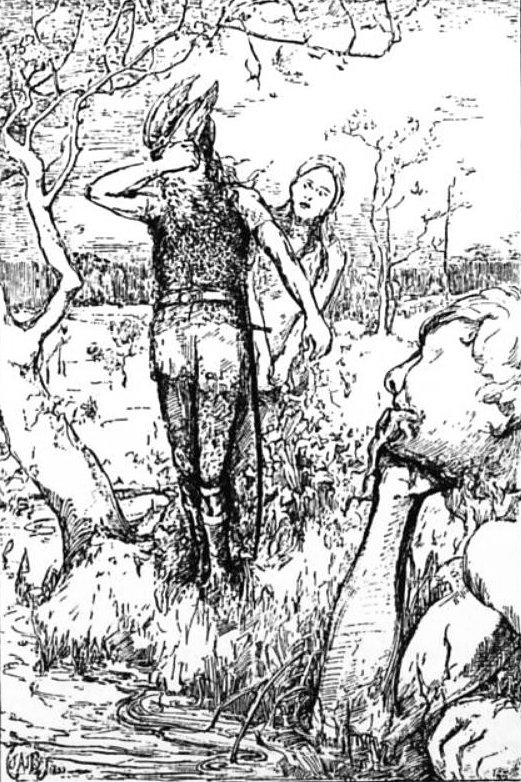
Odin bij de Mímisbrunnr

Alnaargelang de bronnen wordt Mímir ofwel bij de Asen of bij de Jötunreuzen gerangschikt, of zelfs bij de Dwergen. Als persoon duikt hij in de Eddaliederen nauwelijks op, wel in verwijzingen naar zijn bron en naar zijn hoofd.
Mímirs bron ligt onder de wortel van de Wereldes Yggdrasil.

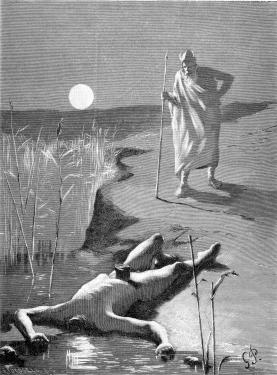
Odin vindt het onthoofde lijk van Mímir

De verhalen over Mímirs hoofd berichten dat Mímir na de kosmische oorlog tussen Wanen en Asen door de Wanen als gijzelaar werd genomen, samen met de Ase Hœnir die hij dan als raadgever moest bijstaan. Maar spoedig merkten de Wanen dat Hœnir volledig van Mímirs raad afhankelijk werd. Daarom onthoofdden ze de wijze en stuurden zijn hoofd terug naar de Asen. Odin conserveerde toen het hoofd met kruiden en toverspreuken en ontving er wijsheden en boodschappen vanuit de andere wereld door.
Interpretatie en samenhang van beide vertellingen zijn lang omstreden geweest. Zo ging onder andere Jan de Vries ervan uit dat het om twee onafhankelijke mythen ging. Nieuwe aanwijzingen verwijzen echter naar de Keltische mythologie, waar vaak de aanwezigheid van wijsheid vertellende hoofden in bronnen of waterheiligdommen wordt gewaand.
In de Thidrekssaga komt een dwergsmid Mime (Noorse vorm van het Oudnoordse Mímir) voor, die Siegfried en Wieland als leerlingen had. In Richard Wagners opera Siegfried is hij in dezelfde functie de broer van dwergenkoning Alberich.
Mímir is ook degene die regelmatig de gistende mede uit Gjallarhorn drinkt.
Naast de bron van Mimir is er ook de boom van Mimir, ofwel Mimameid - de Boom van Kennis.